# Capela de Paredes
A Capela de Paredes, ou Capela de São Lourenço, é uma capela localizada em Paredes, na atual freguesia de Parada e Faílde, no Município de Bragança.
Sendo dedicada a São Lourenço, padroeiro da aldeia de Paredes, está situada no cruzamento da Rua Principal da aldeia (a N217) com a rua de São Lourenço.
Aquando da procissão nocturna do dia 9 de Agosto, faz-se uma paragem com o andor de São Lourenço virado para a capela antes de prosseguir para a Fonte de São Lourenço. Também é tradicionalmente um dos pontos onde se vende velas para a procissão a parte do adro da Igreja de Paredes.
De igual modo, no dia 10 de Agosto, a cortejo da procissão com os andores todos da Igreja de Paredes fazem também uma paragem frente a capela.